# Maxwell (futbolista)
Maxwell Scherrer Cabelino Andrade (Cachoeiro de Itapemirim, Espírito Santo, 27 de agosto de 1981), conocido simplemente como Maxwell, es un exfutbolista brasileño que jugaba como lateral izquierdo. Jugó la mayor parte de su carrera en el Paris Saint-Germain F. C. donde permaneció durante 5 temporadas y media, desde 2012 hasta su retiro en 2017. También tuvo una etapa en el F. C. Barcelona, desde 2009 hasta 2012.
Es uno de los diez futbolistas con más títulos en la historia del fútbol con 37 títulos oficiales.
En honor de su hermano fallecido años atrás, se hizo el tatuaje que lleva en la parte posterior del bíceps. Forma parte de los Atletas de Cristo, una organización cristiana de la que también forman parte otros futbolistas como Kaká. Tiene tres hijas y un hijo.

## Trayectoria

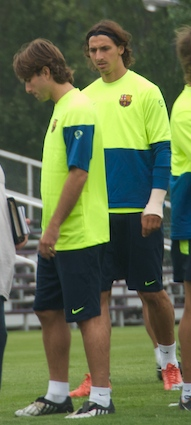
Maxwell e Ibrahimović en un entrenamiento con el Barcelona.

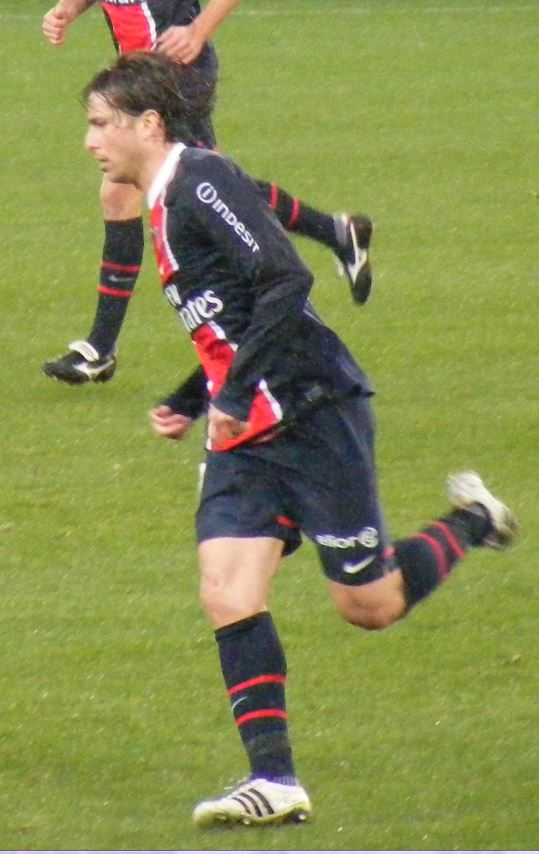
Maxwell jugando para París Saint-Germain en 2012.

Nacido en Cachoeiro de Itapemirim (Brasil), el 27 de agosto de 1981, Maxwell comenzó la carrera como futbolista de élite en el Cruzeiro brasileño. Sus buenas actuaciones le valieron para dar rápidamente el salto a Europa y, en 2001, el Ajax de Ámsterdam le incorporó a su plantilla.
Maxwell llegó a Europa con sólo 20 años a jugar en el Ajax de Ámsterdam  pero la edad no fue un impedimento para hacerse un lugar destacado dentro del equipo holandés, que destaca por dar oportunidades a las jóvenes promesas. Desde la primera temporada, la 2001-02, Maxwell fue un asiduo en el once titular del conjunto holandés. Su mejor momento en Países Bajos lo alcanzó en 2004, año en el que fue escogido mejor jugador de la Eredivisie, la Liga holandesa. Además, con el Ajax consiguió dos campeonatos de Liga y dos Supercopas de los Países Bajos.
En abril de 2005 Maxwell tuvo una grave lesión en la rodilla derecha que le dejó inactivo durante ocho meses. El lateral, sin embargo, se pudo recuperar y despertó el interés de grandes clubs europeos. Después de tres temporadas y media en Países Bajos, en enero de 2006 el Inter de Milán le fichó y le cedió al Empoli italiano para que se adaptase al fútbol del 'calcio' durante la segunda parte de aquella temporada, la 2005-06.
El verano siguiente, Maxwell se incorporó a la plantilla del Inter. En el conjunto de Milán estuvo tres temporadas, de la 2006-07 a la 2008/09, en las cuales ganó tres títulos de Liga y dos Supercopas de Italia. El lateral izquierdo brasileño desempeñó un papel importante en la consecución de estos títulos pero en la última temporada, con José Mourinho en el banquillo, fue perdiendo protagonismo.
El 15 de julio de 2009, el Inter llegó a un principio de acuerdo con el Barcelona para el traspaso del jugador por 4,5 millones de euros y 0,5 más variables. Firmó su contrato con el Barcelona por 4 años con opción a 1 más, siendo presentado el 17 de julio. Comenzó la temporada 2009/2010 ganando tres títulos; Supercopa de España, Supercopa de Europa, y Mundial de Clubes, y se fue haciendo habitual en el once titular de Josep Guardiola jugando tanto de lateral como de interior zurdo, al término de esta campaña conquistó la Liga española. La temporada 2010/2011 empezó con la conquista de la Supercopa de España, después revalidó el título de la Liga y consiguió la Champions, uno de los títulos que se le resistía; aunque su participación en el equipo era como jugador de rotación.
En diciembre de 2010, Maxwell marcó su primer gol con el Barça en un partido de Copa del Rey contra la AD Ceuta. Un año después, anotó contra el Al-Sadd Sports Club en la Copa Mundial de Clubes de la FIFA.
En el mercado de invierno de la temporada 2011/12 fue fichado por el París Saint-Germain de Francia firmando un contrato en París y recibiendo un sueldo de €4 millones.
Maxwell permaneció en el equipo galo hasta 2017, conquistando quince trofeos. Durante toda su carrera deportiva coincidió en todos sus equipos europeos, al menos una temporada, con Zlatan Ibrahimović.

## Perfil como futbolista
Maxwell era un lateral izquierdo de perfil brasileño, con clara vocación ofensiva. Su estancia en la Liga italiana le sirvió para mejorar en la faceta defensiva. Su juego se basaba en la potencia física y en las incorporaciones por la banda. A pesar de que su posición natural era la banda izquierda de la defensa, Maxwell era un jugador versátil y podía ocupar también demarcaciones más avanzadas. Tenía un buen tiro con la pierna izquierda.

## Selección nacional
Maxwell fue convocado para el Torneo Preolímpico Sudamericano Sub-23 de 2004 con la selección de Brasil sub-23 en enero de 2004. En octubre del mismo año recibió su primera convocatoria para la selección adulta para los partidos de clasificación para la Copa Mundial de Fútbol de 2006 pero no hizo ningún aparición.
Su debut en la selección de fútbol de Brasil fue en el amistoso contra la selección de fútbol de Suiza, disputado el 14 de agosto de 2013, en el cual jugó una parte del segundo tiempo donde Brasil perdió por 1-0.
El 7 de mayo de 2014, Luiz Felipe Scolari incluyó a Maxwell en la lista final de 23 jugadores que representarían a Brasil en la Copa Mundial de Fútbol de 2014. Durante el torneo solo participó en el partido por el tercer puesto donde su selección cayó 3-0 ante Países Bajos.
Maxwell estuvo en la Selección de Brasil durante un lapso de dos años en los que disputó un total de 10 partidos en los que no marcó ningún gol.

### Participaciones en Copas del Mundo
| Mundial                        | Sede   | Resultado     |
| ------------------------------ | ------ | ------------- |
| Copa Mundial de Fútbol de 2014 | Brasil | Cuarto puesto |

## Estadísticas

### Clubes
| Ajax de Ámsterdam · Países Bajos | 1.ª           | 2001-02       | 24  | 0  | 2  | 3  | 0 | 0 | 4  | 0 | 0 | 31  | 0  | 2  |
| Ajax de Ámsterdam · Países Bajos | 1.ª           | 2002-03       | 30  | 4  | 4  | 3  | 0 | 2 | 12 | 0 | 1 | 45  | 4  | 7  |
| Ajax de Ámsterdam · Países Bajos | 1.ª           | 2003-04       | 31  | 2  | 6  | 1  | 0 | 0 | 8  | 0 | 1 | 40  | 2  | 7  |
| Ajax de Ámsterdam · Países Bajos | 1.ª           | 2004-05       | 29  | 3  | 2  | 4  | 0 | 0 | 7  | 1 | 0 | 40  | 4  | 2  |
| Ajax de Ámsterdam · Países Bajos | 1.ª           | 2005-06       | 0   | 0  | 0  | 0  | 0 | 0 | 0  | 0 | 0 | 0   | 0  | 0  |
| Ajax de Ámsterdam · Países Bajos | Total club    | Total club    | 114 | 9  | 14 | 11 | 0 | 2 | 31 | 1 | 2 | 156 | 10 | 18 |
| Inter de Milán · Italia | 1.ª           | 2006-07       | 22  | 1  | 1  | 5  | 0 | 0 | 2  | 0 | 0 | 29  | 1  | 1  |
| Inter de Milán · Italia | 1.ª           | 2007-08       | 32  | 0  | 0  | 4  | 0 | 0 | 7  | 0 | 0 | 45  | 1  | 0  |
| Inter de Milán · Italia | 1.ª           | 2008-09       | 25  | 1  | 1  | 4  | 0 | 1 | 4  | 0 | 1 | 33  | 1  | 3  |
| Inter de Milán · Italia | Total club    | Total club    | 79  | 2  | 2  | 13 | 0 | 1 | 13 | 0 | 1 | 105 | 2  | 4  |
| F. C. Barcelona · España | 1.ª           | 2009-10       | 25  | 0  | 0  | 4  | 4 | 0 | 7  | 0 | 1 | 36  | 0  | 5  |
| F. C. Barcelona · España | 1.ª           | 2010-11       | 25  | 0  | 2  | 9  | 1 | 1 | 7  | 0 | 0 | 41  | 1  | 3  |
| F. C. Barcelona · España | 1.ª           | 2011-12       | 7   | 0  | 0  | 1  | 0 | 0 | 4  | 1 | 1 | 12  | 1  | 1  |
| F. C. Barcelona · España | Total club    | Total club    | 57  | 0  | 2  | 14 | 1 | 1 | 18 | 1 | 2 | 89  | 2  | 9  |
| Paris Saint-Germain F. C. Francia | 1.ª           | 2011-12       | 14  | 1  | 0  | 1  | 0 | 0 | 0  | 0 | 0 | 15  | 1  | 0  |
| Paris Saint-Germain F. C. Francia | 1.ª           | 2012-13       | 33  | 2  | 3  | 5  | 0 | 1 | 10 | 0 | 1 | 48  | 2  | 5  |
| Paris Saint-Germain F. C. Francia | 1.ª           | 2013-14       | 24  | 3  | 2  | 4  | 0 | 2 | 8  | 0 | 1 | 36  | 3  | 5  |
| Paris Saint-Germain F. C. Francia | 1.ª           | 2014-15       | 26  | 3  | 3  | 4  | 1 | 0 | 10 | 0 | 0 | 40  | 4  | 3  |
| Paris Saint-Germain F. C. Francia | 1.ª           | 2015-16       | 28  | 3  | 3  | 5  | 0 | 1 | 9  | 0 | 2 | 42  | 3  | 6  |
| Paris Saint-Germain F. C. Francia | 1.ª           | 2016-17       | 20  | 0  | 7  | 9  | 0 | 0 | 4  | 0 | 0 | 33  | 0  | 7  |
| Paris Saint-Germain F. C. Francia | Total club    | Total club    | 145 | 12 | 18 | 28 | 1 | 4 | 41 | 0 | 4 | 214 | 13 | 26 |
| Total carrera | Total carrera | Total carrera | 395 | 23 | 40 | 66 | 2 | 8 | 98 | 2 | 9 | 559 | 27 | 57 |
| (1) Incluye datos de la Copa, Supercopa de los Países Bajos, Copa, Supercopa de Italia, Copa, Supercopa de España, Copa, Supercopa y Copa de la Liga de Francia. (2) Incluye datos de la Liga Europa de la UEFA, Liga de Campeones de la UEFA y Copa Mundial de Clubes. |               |               |     |    |    |    |   |   |    |   |   |     |    |    |

### Selección
| Selección                                                                                             | Temporada     | Amistosos | Amistosos | Amistosos | Sudamérica | Sudamérica | Sudamérica | Mundial | Mundial | Mundial | Total | Total | Total  |
| Selección                                                                                             | Temporada     | Part.     | Goles     | Asist.    | Part.      | Goles      | Asist.     | Part.   | Goles   | Asist.  | Part. | Goles | Asist. |
| --- | ------------- | --------- | --------- | --------- | ---------- | ---------- | ---------- | ------- | ------- | ------- | ----- | ----- | ------ |
| Absoluta · Brasil                                                                                     | 2013          | 7         | 0         | 2         | —          | —          | —          | —       | —       | —       | 7     | 0     | 2      |
| Absoluta · Brasil                                                                                     | 2014          | 2         | 0         | 1         | —          | —          | —          | 1       | 0       | 0       | 3     | 0     | 1      |
| Total carrera                                                                                         | Total carrera | 9         | 0         | 3         | 0          | 0          | 0          | 1       | 0       | 0       | 10    | 0     | 3      |
| (1) Incluye datos de la Copa América.(2) Incluye datos de la Copa Mundial y procesos clasificatorios. |               |           |           |           |            |            |            |         |         |         |       |       |        |

## Palmarés

### Campeonatos nacionales
| Título                        | Club                      | País         | Año  |
| ----------------------------- | ------------------------- | ------------ | ---- |
| Copa de Brasil                | Cruzeiro E. C.            | Brasil       | 2000 |
| Eredivisie                    | Ajax de Ámsterdam         | Países Bajos | 2002 |
| KNVB Cup                      | Ajax de Ámsterdam         | Países Bajos | 2002 |
| Supercopa de los Países Bajos | Ajax de Ámsterdam         | Países Bajos | 2002 |
| Eredivisie                    | Ajax de Ámsterdam         | Países Bajos | 2004 |
| Supercopa de los Países Bajos | Ajax de Ámsterdam         | Países Bajos | 2005 |
| Supercopa de Italia           | Inter de Milán            | Italia       | 2006 |
| Serie A                       | Inter de Milán            | Italia       | 2007 |
| Serie A                       | Inter de Milán            | Italia       | 2008 |
| Supercopa de Italia           | Inter de Milán            | Italia       | 2008 |
| Serie A                       | Inter de Milán            | Italia       | 2009 |
| Supercopa de España           | F. C. Barcelona           | España       | 2009 |
| Liga Española                 | F. C. Barcelona           | España       | 2010 |
| Supercopa de España           | F. C. Barcelona           | España       | 2010 |
| Liga Española                 | F. C. Barcelona           | España       | 2011 |
| Supercopa de España           | F. C. Barcelona           | España       | 2011 |
| Copa del Rey                  | F. C. Barcelona           | España       | 2012 |
| Ligue 1                       | Paris Saint-Germain F. C. | Francia      | 2013 |
| Supercopa de Francia          | Paris Saint-Germain F. C. | Francia      | 2013 |
| Copa de la Liga               | Paris Saint-Germain F. C. | Francia      | 2014 |
| Ligue 1                       | Paris Saint-Germain F. C. | Francia      | 2014 |
| Supercopa de Francia          | Paris Saint-Germain F. C. | Francia      | 2014 |
| Ligue 1                       | Paris Saint-Germain F. C. | Francia      | 2015 |
| Copa de Francia               | Paris Saint-Germain F. C. | Francia      | 2015 |
| Copa de la Liga               | Paris Saint-Germain F. C. | Francia      | 2015 |
| Supercopa de Francia          | Paris Saint-Germain F. C. | Francia      | 2015 |
| Ligue 1                       | Paris Saint-Germain F. C. | Francia      | 2016 |
| Copa de Francia               | Paris Saint-Germain F. C. | Francia      | 2016 |
| Copa de la Liga               | Paris Saint-Germain F. C. | Francia      | 2016 |
| Supercopa de Francia          | Paris Saint-Germain F. C. | Francia      | 2016 |
| Copa de la Liga               | Paris Saint-Germain F. C. | Francia      | 2017 |
| Copa de Francia               | Paris Saint-Germain F. C. | Francia      | 2017 |

### Copas internacionales
| Título                 | Club            | Sede       | Año  |
| ---------------------- | --------------- | ---------- | ---- |
| Supercopa de Europa    | F. C. Barcelona | Mónaco     | 2009 |
| Copa Mundial de Clubes | F. C. Barcelona | EAU        | 2009 |
| Liga de Campeones      | F. C. Barcelona | Inglaterra | 2011 |
| Supercopa de Europa    | F. C. Barcelona | Mónaco     | 2011 |
| Copa Mundial de Clubes | F. C. Barcelona | Japón      | 2011 |

### Distinciones individuales
| Distinción                             | Año  |
| -------------------------------------- | ---- |
| Futbolista del año en los Países Bajos | 2004 |
| Zapato de Oro                          | 2004 |
| Equipo ideal de la Ligue 1             | 2013 |
| Equipo ideal de la Ligue 1             | 2015 |
| Equipo ideal de la Ligue 1             | 2016 |